# Димитър Великов (Ловча)
Димитър Иванов Великов е български военен деец и революционер, деец на Вътрешната македоно-одринска революционна организация.

## Биография
Димитър Великов е роден в 1873 година в неврокопското село Ловча, тогава в Османската империя. Посветен е във ВМОРО в 1897 година и развива активна революционна дейност. Става нелегален и по време на Илинденско-Преображенското въстание действа с четата на Атанас Тешовски в 1903 година, като участва в сражението с турски войски при Сухия връх над село Голешево. В периода 1906 – 1908 година е в четата на неврокопския войвода Петър Милев. Участва в сраженията с османски сили при село Зърнево. Участва в Първата световна война с 4-та батарея на 2-ри артилерийски полк.
На 26 март 1943 година, като жител на Ловча, подава молба за българска народна пенсия, която е одобрена и пенсията е отпусната от Министерския съвет на Царство България.